# Ezoterism
Ezoterismul (în greacă εσωτερικος = din interior) este un concept filosofic-religios prin care se desemnează cunoștințe și învățături obținute prin percepția unor elemente de spiritualitate, accesibilă numai inițiaților, în opoziție cu cunoașterea exoterică, accesibilă tuturor oamenilor. Curentele spirituale ce se declară ezoterice sunt de o mare diversitate și cu credințe variate, de la cele bazate pe învățături orientale la forme de ezoterism creștin.
„Un esoterism este o învățătură ocultă, doctrină sau teorie, tehnică sau procedeu, de expresie simbolică, de ordin metafizic, cu intenție inițiatică. Druidismul, Companionajul, alchimia sunt esoterisme. Pentru René Guénon, «esoterismul este esențialmente altceva decât religia, și nu partea interioară a unei religii ca atare». Pentru C. I. Lewis, «Platon, ca și Pitagora, avea opinii exoterice și esoterice»” (Pierre Riffard, Dicționarul esoterismului, București : 1998, 105.).
Esoterismul occidental⁠(en)[traduceți] este diferit față de ortodoxia religioasă și față de raționalismul iluminist.